# 10 kilomètres marche féminin aux championnats du monde d'athlétisme 1995
Navigation
Stuttgart 1993 Athènes 1997
L'épreuve du 10 kilomètres marche féminin des championnats du monde d'athlétisme 1995 s'est déroulée le 7 août 1995 dans les rues de Göteborg en Suède, avec une arrivée à l'Ullevi Stadion. Elle est remportée par la Russe Irina Stankina.

## Résultats
| Rang               | Athlète               | Pays               | Temps       | Notes |
| ------------------ | --------------------- | ------------------ | ----------- | ----- |
| Médaille d'or      | Irina Stankina        | Russie             | 42 min 13 s | CR    |
| Médaille d'argent  | Elisabetta Perrone    | Italie             | 42 min 16 s |       |
| Médaille de bronze | Yelena Nikolayeva     | Russie             | 42 min 20 s |       |
| 4                  | Sari Essayah          | Finlande           | 42 min 20 s |       |
| 5                  | Larisa Ramazanova     | Russie             | 42 min 25 s |       |
| 6                  | Rossella Giordano     | Italie             | 42 min 26 s |       |
| 7                  | Mária Urbanik         | Hongrie            | 42 min 34 s |       |
| 8                  | Liu Hongyu            | Chine              | 42 min 46 s |       |
| 9                  | Kerry Saxby-Junna     | Australie          | 43 min 06 s |       |
| 10                 | Beate Gummelt         | Allemagne          | 43 min 15 s |       |
| 11                 | Gu Yan                | Chine              | 43 min 27 s |       |
| 12                 | Valentina Tsybulskaya | Biélorussie        | 43 min 34 s |       |
| 13                 | Annarita Sidoti       | Italie             | 44 min 06 s |       |
| 14                 | Olga Kardopoltseva    | Biélorussie        | 44 min 07 s |       |
| 15                 | Michelle Rohl         | États-Unis         | 44 min 17 s |       |
| 16                 | Encarna Granados      | Espagne            | 44 min 19 s |       |
| 17                 | Susana Feitor         | Portugal           | 44 min 25 s |       |
| 18                 | Nataliya Misyulya     | Biélorussie        | 44 min 27 s |       |
| 19                 | Graciela Mendoza      | Mexique            | 44 min 44 s |       |
| 20                 | Norica Câmpean        | Roumanie           | 44 min 46 s |       |
| 21                 | Tina Poitras          | Canada             | 45 min 02 s |       |
| 22                 | Teresa Vaill          | États-Unis         | 45 min 02 s |       |
| 23                 | Anikó Szebenszky      | Hongrie            | 45 min 03 s |       |
| 24                 | Debbi Lawrence        | États-Unis         | 45 min 03 s |       |
| 25                 | Miriam Ramón          | Équateur           | 45 min 04 s |       |
| 26                 | María Vasco           | Espagne            | 45 min 05 s |       |
| 27                 | Anita Liepina         | Lettonie           | 45 min 12 s |       |
| 28                 | Maya Sazonova         | Kazakhstan         | 45 min 13 s |       |
| 29                 | Simone Thust          | Allemagne          | 45 min 24 s |       |
| 30                 | Janice McCaffrey      | Canada             | 45 min 41 s |       |
| 31                 | Francisca Martínez    | Mexique            | 45 min 55 s |       |
| 32                 | Sonata Milušauskaitė  | Lituanie           | 45 min 55 s |       |
| 33                 | Deirdre Gallagher     | Irlande            | 46 min 00 s |       |
| 34                 | Anne Manning          | Australie          | 46 min 04 s |       |
| 35                 | Lisa Langford         | Royaume-Uni        | 46 min 06 s |       |
| 36                 | Marta Żukowska        | Pologne            | 46 min 14 s |       |
| 37                 | Rosario Sánchez       | Mexique            | 46 min 54 s |       |
| 38                 | Kamila Holpuchová     | Tchéquie           | 47 min 12 s |       |
| 39                 | Kada Delić            | Bosnie-Herzégovine | 47 min 43 s |       |
| 40                 | Kjersti Plätzer       | Norvège            | 47 min 57 s |       |
| 41                 | Giovanna Morejon      | Bolivie            | 48 min 18 s |       |
| —                  | Tatyana Ragozina      | Ukraine            | DNF         |       |
| —                  | Katarzyna Radtke      | Pologne            | DQ          |       |
| —                  | Gao Hongmiao          | Chine              | DQ          |       |
| —                  | Kathrin Born-Boyde    | Allemagne          | DQ          |       |

## Légende
Records et Performances
- AR : Record continental (area record)
- CR : Record des championnats (championship record)
- MR : Record du meeting (meet record)
- NR : Record national (national record)
- OR : Record olympique (olympic record)
- PR : Record paralympique (paralympic record)
- PB : Record personnel (personal best)
- SB : Meilleure performance personnelle de la saison (season's best)
- WL : Meilleure performance mondiale de l'année (world leader)
- WJR : Record du monde junior (world junior record)
- WR : Record du monde (world record)

Circonstances et Conditions
- DNF : N'a pas terminé (did not finish)
- DNS : N'a pas pris le départ (did not start)
- DQ : Disqualification (disqualification)
- NM : Aucun essai valable enregistré (No Mark)
- Q : Qualifié « directement » au prochain tour (ou à la prochaine compétition), lors d'une compétition majeure, grâce au classement ou à la réalisation des minima (automatic qualifier)
- q : Qualifié au prochain tour (ou à la prochaine compétition), lors d'une compétition majeure, grâce au repêchage ou à la réalisation de l'une des meilleures performances parmi celles des « non qualifiés directement » (grâce au meilleur temps ou à la meilleure distance par exemple) (secondary qualifier)